# TNCA Serie A
El TNCA Serie A era un avión biplano construido por los Talleres Nacionales de Construcciones Aeronáuticas.

## Diseño y desarrollo
El primer prototipo del Serie A surgió convirtiendo un monoplano Morane-Moisant a biplano por parte del ingeniero Francisco Santarini, dicho prototipo realizó su primer vuelo el 20 de noviembre de 1916, pilotado por el Cadete Felipe S. Carranza. El segundo prototipo fue construido basado en el diseño de la primera modificación y montaba un motor francés Anzani de 6 cilindros.
El tercer prototipo fue la primera aeronave construida totalmente en México, pues montaba un motor TNCA Aztatl de 60 caballos de fuerza, además de montar una hélice Anáhuac de fabricación nacional, con lo que ejecutó su primer vuelo el 16 de mayo de 1917, comenzando así su producción en serie. Este avión tuvo tanto éxito que el entonces presidente Venustiano Carranza obsequió dos ejemplares a El Salvador, de los cuales uno fue usado como fuente de repuestos.

## Historia operacional
El 6 de julio de 1917 se inauguró el primer vuelo de correo aéreo en México, siendo el avión utilizado para esta tarea el TNCA Serie A. La aeronave fue enviada dos días antes por tren a la ciudad de Pachuca en donde fue armado y posteriormente cargado con una valija que contenía 534 cartas y 67 tarjetas postales. El avión despegó de Pachuca, teniendo como piloto al Teniente Coronel Horacio Ruiz Gaviño, quien se dirigió a Ciudad de México siguiendo las vías del ferrocarril y aterrizando en el Campo Balbuena. El vuelo de 75 kilómetros tuvo una duración de 57 minutos.
En esta aeronave se hicieron diferentes hazañas, pues desde un Serie A se hizo la primera filmación a bordo de un avión en México, en dicha filmación también estuvo a los controles del avión el Teniente Coronel Horacio Ruiz. El Serie A también fue partícipe de las primeras maniobras acrobáticas y es primer vuelo nocturno en México, así como el primer vuelo de un hidroplano en el Puerto de Veracruz, al serle adaptados flotadores acuáticos.
El 3 de noviembre de 1918 el TNCA Serie A con matrícula 28-A-43 que era pilotado por el Teniente Armando Paniagua en la Playa Norte de Veracruz se precipitó a tierra mientras realizaba un Giro Immelmann durante una exhibición aérea, estrellándose y matando a su piloto y siendo este la primera víctima fatal de un accidente aéreo en México.
También el 19 de enero de 1919 un avión TNCA Serie A con matrícula 16-A-29 que sufrió una rotura en el cigüeñal y un posterior desprendimiento de la hélice mientras volaba sobre la Ciudad de México se estrelló en el edificio en donde se albergaban las instalaciones de la Secretaría de Guerra y Marina mientras era pilotado por el piloto militar Juan A. Gutiérrez. La aeronave quedó incrustada en el edificio y el edificio sobrevivió.

## Especificaciones
Datos de
Características generales
- Tripulación: 1
- Capacidad: 1 pasajero
- Longitud: 7.2 m (23 ft 7.5 in)
- Envergadura: 10.15 m (33 ft 3.6 in)
- Altura: 3.09 m (10 ft 1.7 in)
- Superficie alar: 35.2 m^2 (378.9 sq ft)
- Peso máximo al despegue: 520 kg (1,146 lb)
- Planta motriz: 1 × TNCA Aztatl, 45 kW (60 hp)
- Hélice: Paso fijo: Anáhuac de 2 palas

Rendimiento
- Velocidad máxima: 129 km/h (70 kn, 80 MPH)
- Velocidad crucero: 105 km/h (57 kn, 65 MPH)